# Verbascum anastasii
Verbascum anastasii är en flenörtsväxtart som beskrevs av Náb.. Verbascum anastasii ingår i släktet kungsljus, och familjen flenörtsväxter. Inga underarter finns listade i Catalogue of Life.